# Гренландия и Европейский союз
Гренландия первоначально присоединилась к Европейскому сообществу вместе с Данией в 1973 году, но изменила свой статус в 1985 году, чтобы стать Европейской заморской территорией после спора о правах рыболовства и референдума. Административная единица остаётся специальной территорией страны-члена Евросоюза, находится под его влиянием и получает от него финансирование. Сторонами заключён ряд взаимных договоров о сотрудничестве. В рамках отношений Евросоюз преимущественно пользуется выгодой от торговли товарами гренландского происхождения.
Гренландцы имеют гражданство Дании и Европейского союза. Нации ОКТ могут иметь грант на выборы в Европарламент на условиях, определяемых объявленными странами-членами в соответствии с Общими законами.
Были озвучены некоторые слухи относительно того, что Гренландия может рассмотреть вопрос возвращения в состав Европейского союза, хотя это кажется маловероятным[кому?]. 4 января 2007 года датская газета Jyllands-Posten взяла интервью у бывшего датского министра Гренландии, Тома Хойема, сказавшего: «Я бы не удивился, если Гренландия вновь захочет стать членом ЕС… ЕС нуждается в окне в Арктику, а Гренландия не может в одиночку распорядиться гигантскими арктическими возможностями». Споры разожглись в свете кризиса в Исландии 2008—2009 годов.